# Tommaso Gozzadini
Tommaso Gozzadini (Bologna, 1260 – 1330) è stato un letterato italiano.

## Biografia
Figlio di Giacomino Miniacio e di Cristiana Ugolini dopo aver svolto studi di giurisprudenza, effettuò per quasi un quarantennio la professione di notaio, ottenendo significative mansioni al servizio di vari podestà, oltre a partecipare attivamente, nel ruolo di anziano, al governo della Repubblica.
Ma il suo nome è celebre soprattutto per una operetta didattico-moraleggiante in prosa, intitolata Fiore di virtù, scritta originariamente in vernacolo bolognese, ma arrivata sino ai nostri giorni grazie ad una successiva fortunatissima riedizione in vernacolo toscano.
Questa opera fu tradotta in varie lingue e riscosse successo in tanti Paesi europei.
L'opera è un'antologia di massime morali e di racconti, incentrata sulle virtù e sui vizi umani simboleggiati da una serie di animali; il gusto popolaresco e profondo è impreziosito da riferimenti alla vita dei santi Padri e di alcuni celebri personaggi del mondo antico e da suggerimenti sul corretto e sano stile di vita.
La Virtù, già presente nel titolo, non è soltanto l'inclinazione a saper vivere, ma assume il significato di energia interiore che eleva l'essere umano una volta accostatosi con il divino.
Gozzadini realizzò questa opera nel pieno rispetto della spiritualità medioevale, e soprattutto ispirandosi alla Summa Theologiae di Tommaso d'Aquino per quanto riguarda la struttura dello scritto, al De proprietatibus rerum di Bartolomeo Anglico per gli esempi presi dal mondo animale, e in una gamma di modelli che va dalla Bibbia ai letterati dell'antica Grecia e dell'antica Roma e ai lavori di Egidio Romano per le massime.
Gli storici della letteratura sono incerti se identificare Gozzadini con il frate Tommaso Gozzadini, in quanto non esistono informazioni sicure sulla pratica religiosa del letterato, sia per alcune discordanze cronologiche, anche se non sembra impossibile che Gozzadini, alla fine del suo quarantennio notarile, possa essersi ritirato in un monastero benedettino.